# Харамильо, Рубен
Рубен Харамильо Мендес (исп. Rubén Jaramillo Méndez; 1900 — 23 мая 1962) — политический и военный лидер крестьянского движения в Мексике. Участник Мексиканской революции, после которой продолжал бороться за земельную реформу, обещанную конституцией Мексики.

## Мексиканская революция
Харамильо родился в Тлакилтенанго (штат Морелос) в семье горняка. С 15 лет участвовал в Мексиканской революции 1910—1917, присоединился к Армии освобождения Юга под прямым командованием Эмилиано Сапаты. К 17 годам Харамильо был произведен в чин капитана и командовал 75 бойцами.
В течение 1920-х и 1930-х годов Харамильо был активным организатором выступлений крестьянства за осуществление аграрной реформы. От имени сельскохозяйственных коммун-эхидо выступал за предоставление федеральным правительством земель крестьянам и за освобождение крестьянского движения из-под влияния буржуазии. На выборах 1934 года поддерживал президентскую кампанию левого кандидата Ласаро Карденаса, который после избрания по настоянию Харамильо открыл в 1938 году кооперативный сахарный завод в Сакатепеке. Был избран рабочими для участия в управлении заводом, но его отстаивание прав работников упиралось в частые столкновения с назначенной правительством администрацией.

## Харамильистское движение
Когда в 1943 году рабочие сахарного завода в Сакатепеке объявили забастовку, Харамилло убедил крестьян поддержать её, прекратив производство тростника для предприятия. Правительство штата ответило репрессиями и приказало его арестовать, поэтому Харамильо сбежал в горы и поднял оружие против властей. Он и его последователи, известные как харамильисты (Jaramillistas), на короткое время взяли под свой контроль Тлакильтенанго. В 1944 году президент Мануэль Авила Камачо пригласил Харамильо в Мехико, чтобы договориться о прекращении боевых действий в обмен на амнистию харамильистам и гарантии их безопасности.
Следующие девять лет Харамильо пытался бороться за земельную реформу в рамках парламентской системы системе. По его инициативе была создана Аграрная конфедерация штата Морелос и Аграрная рабочая партия Морелоса (Partido Agrario Obrero Morelense, PAOM), которая вскоре насчитывала 15 000 членов. Сам Харамильо баллотировался на пост губернатора Морелоса в 1946 и 1952 годах; оба раза он был объявлен проигравшим, хотя он и его сторонники оспаривали официальные результаты выборов.
Преследуемый реакцией, в 1953—1954 годах Харамильо ушёл в горы и снова возглавил вооружённое восстание против правительства. В течение следующих пяти лет (до 1958), пока он руководил партизанской борьбой крестьян за землю, он и харамильисты ускользали от правительственных сил. Армия направила против восставших кавалерию и артиллерию при поддержке авиации. Наконец, в 1958 году были достигнуты переговоры об амнистии с президентом Адольфо Лопесом Матеосом.
Лопес Матеос пообещал Харамильо, что поддержит крестьян штата, однако вскоре наступило разочарование. Когда крупные скотоводы начали отнимать землю у эхидо, федеральное правительство оставалось безучастным.
В начале 1960-х Харамильо выступил инициатором создания Независимого крестьянского центра и привёл к сопротивлению тысячи фермеров, одновременно пытаясь вести переговоры с властями от их имени. Поскольку правительство их затягивало, крестьяне начали самовольные захваты земель, однако прекратили их, пока продолжался судебный процесс. Впрочем, в конечном итоге федеральное правительство отклонило просьбу крестьян о помощи, и президент отказался встретиться с обратившимся к нему Харамильо. В результате, в 1961 году крестьяне снова заняли эту землю и были согнаны с неё силой военными.

## Убийство и память
23 мая 1962 года Харамильо вместе с семьёй был убит агентами полиции. Его дом подвергся налёту группы федеральной судебной полиции и солдат. Крестьянский лидер, его беременная жена Эпифания и трое их сыновей были схвачены и доставлены в Шочикалько, где все они были жестоко убиты. Единственным выжившим членом семьи была дочь, сбежавшая за помощью к мэру города.
Через несколько дней после убийств журналист и писатель Карлос Фуэнтес отправился в Шочикалько и написал статью, которая была опубликована в популярном журнале Siempre! (Всегда!). Смерть Харамильо попала в новостные заголовки по всему свету. Он стал народным героем, в его честь стали называть сёла и школы. Американский поэт-песенник Фил Оукс посвятил погибшему крестьянину песню. В его честь была названа действовавшая в 2004—2009 годах леворадикальная партизанская группировка (Comando Jaramillista Morelense 23 de Mayo). Никто из убийц Харамильо не понёс наказания.